# Chengxiang
Chengxiang (chinesisch 城厢区, Pinyin Chéngxiāng Qū) ist ein Stadtbezirk der bezirksfreien Stadt Putian in der chinesischen Provinz Fujian. Chengxiang bildet das Stadtzentrum von Putian und ist auch der Sitz der Stadtregierung. Der Stadtbezirk liegt an der Taiwan-Straße auf halbem Weg zwischen Fuzhou und Xiamen. Aufgrund seiner Produktion von Litschis hat er auch den Beinamen Litschi-Stadt.
Chengxiang hat auf einer Fläche von 491,7 Quadratkilometern 547.422 Einwohner (Stand: 2020) und ein Bruttoinlandsprodukt von 1,8 Milliarden Renminbi (2002). Das BIP pro Kopf betrug 9058 Renminbi und lag damit unter dem Durchschnitt der Provinz Fujian.

## Administrative Gliederung
Auf Gemeindeebene setzt sich Chengxiang aus drei Straßenvierteln und vier Großgemeinden zusammen. Diese sind:
- Straßenviertel Longqiao (龙桥街道);
- Straßenviertel Fenghuangshan (凤凰山街道);
- Straßenviertel Xialin (霞林街道);
- Großgemeinde Changtai (常太镇);
- Großgemeinde Huating (华亭镇);
- Großgemeinde Lingchuan (灵川镇);
- Großgemeinde Donghai (东海镇).